# 和田バイパス
和田バイパス（わだバイパス）は、千葉県南房総市和田町海発周辺を起点とみなし、同市和田町花園周辺を終点とする計画の国道128号のバイパス道路である。名称は仮称である。

## 概要
国道128号線の館山市・鴨川市間は、安房地域の主要都市を結ぶ路線であるため、交通量が比較的多い。
現在の南房総市和田町海発・同市和田町花園間は、過去の整備により二車線道路化はされているが、大半の区間で歩道がないか、あっても片側しか無く非常に狭いものである。市街地区間に比べて、整備のしやすい郊外の地域で二次整備が進んだ今となっては、勝浦市鵜原付近や、勝浦市墨名付近と並んで、整備の遅れた区間のひとつになってしまっている。この区間は住宅が多く、小中学校や高校なども沿線に存在し、通学路になっているため、安全性の面からも拡幅や歩道の設置をする必要性が高い。また、和田町和田付近では、沿線に商店や銀行などもあるため、駐車場があまり整備されていないこともあり、路肩駐車なども行われ、混雑時間帯には障害となることも多々ある状況である。
このような市街地が続き住宅等が密集している区間での拡幅工事は容易ではないため、水田等が多く住宅も少ない山側にバイパスを計画することで、早期完成を達成し、市街地を通過する交通量を減らすことで、沿線住民の安全性を高めると共に、排ガスや騒音低減による住環境の改善、自動車などにとっても安全に走行できる道路にする狙いがある。
ほぼ同様な状態にあった、鴨川市天津付近には天津バイパスが山側に整備され、勝浦市興津や同市行川付近などでは興津バイパスが山側に整備されて、国道と生活道路との分離が完了している。
現在は測量なども行われ、用地買収等も行われているが、年間予算額が今のところ1億円程度で、総事業費は約150億円（予定）であり赤字必至の情勢のため道路工事着工には至っていない。
既存区間が、全線二車線化されていることなどから、国側から見れば大きな問題が起きているわけでもないので、優先順位が低いと思われる。